# Bahreinski guvernorati
Bahrein je podijeljen na četiri guvernorata: Glavni grad, Sjeverni, Južni i Muharraq. Do rujna 2014. bilo ih je pet, kada je Središnji guvernorat ukinut.
Svakim guvernerom upravlja guverner kojeg imenuje premijer i ima vlastito općinsko vijeće s posebnim izborima za njih. Prvi općinski izbori u Bahreinu održani nakon neovisnosti 1971. održani su zajedno s općim izborima u Bahreinu 2002.  Posljednji je održan u sklopu općih izbora u Bahreinu 2018..

## Povijest
Prva općina u Bahreinu bila je općina Manama od 8 članova osnovana u srpnju 1919. Članovi općine birani su godišnje; za općinu se smatra da je bila prva općina osnovana u arapskom svijetu. Općina je bila zadužena za čišćenje cesta i iznajmljivanje zgrada stanarima i trgovina. Prvi općinski izbori na kojima je popunjena polovica mjesta u mjesnim vijećima održani su 1926. Do 1929. poduzeo je proširenje cesta, kao i otvaranje tržnica i klaonica.
Godine 1958. općina je započela projekte pročišćavanja vode. Godine 1960. Bahrein se sastojao od četiri općine: Manama, Hidd, Al Muharraq i Riffa. Tijekom sljedećih 30 godina, četiri općine podijeljene su u 12 općina kako su rasla naselja poput Hamada i Ise Ovim se općinama upravljalo iz Maname pod središnjim općinskim vijećem čije članove imenuje kralj.
Od 22. rujna 2014. Bahrein je podijeljen na četiri guvernorata:
| Zemljovid | Guvernorat  | Stanovništvo (2020.) | Površina (km2) | Populacija Gustoća | Izborne jedinice (2002.-2014.) |
| --------- | ----------- | -------------------- | -------------- | ------------------ | ------------------------------ |
|           | Glavni grad | 534.939              | 68             | 7.866,8            |                                |
| Muharraq  | 268,106     | 57                   | 4.703,6        |                    |                                |
| Sjeverni  | 379,637     | 175                  | 2.169,4        |                    |                                |
| Južni     | 305,547     | 480                  | 636.6          |                    |                                |

## Izborne jedinice
Svaki guverner je podijeljen na određeni broj izbornih jedinica za izbor Zastupničkog vijeća zemlje. Svaka izborna jedinica navedena je kao područje 1, područje 2 itd. Izbori se u ovim izbornim jedinicama održavaju svake četiri godine, a svaka izborna jedinica bira jednog člana. Posljednji izbori bili su opći izbori u Bahreinu 2018. godine. Samo građani Bahreina imaju pravo kandidirati se i glasovati na izborima.

## Vanjske poveznice
- Decree-Law establishing governorates (PDF)
- Divisions of Bahrain